# トーマス・クラウン・アフェアー
『トーマス・クラウン・アフェアー』（原題: The Thomas Crown Affair）は、1999年に製作されたアメリカ映画。1968年のスティーブ・マックイーン主演『華麗なる賭け』（原題：The Thomas Crown Affair）のリメイクである。

## ストーリー

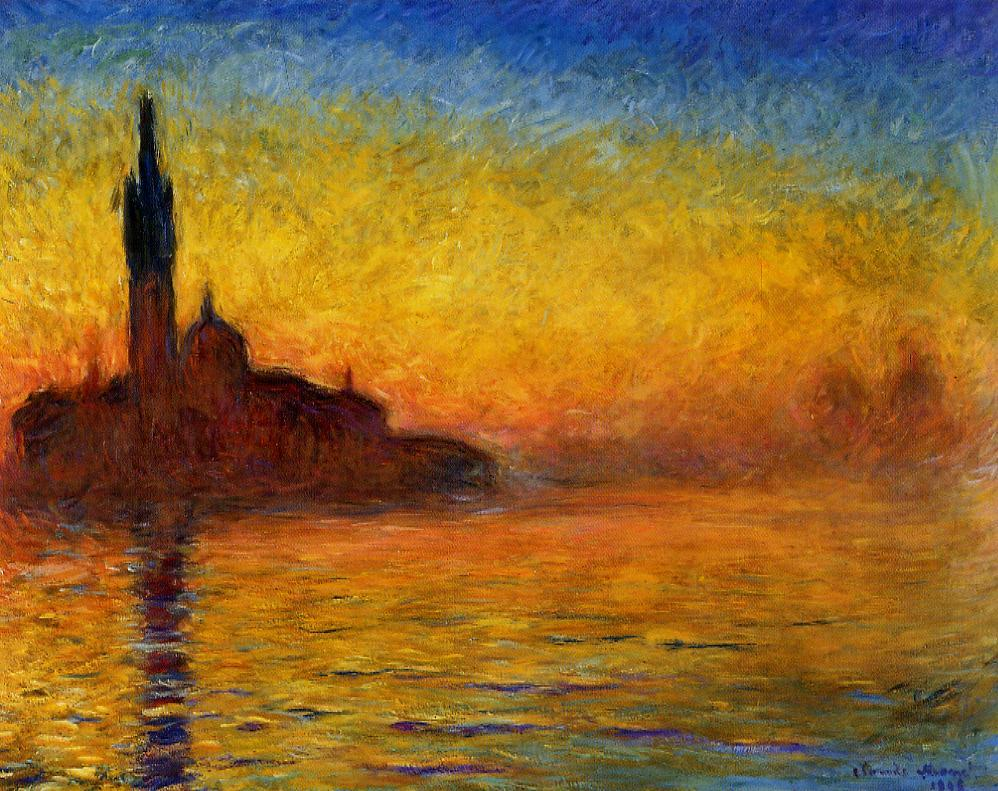
モネ『黄昏、ヴェネツィア』
トーマス・クラウンは本作品をニューヨークのメトロポリタン美術館から盗み出す。

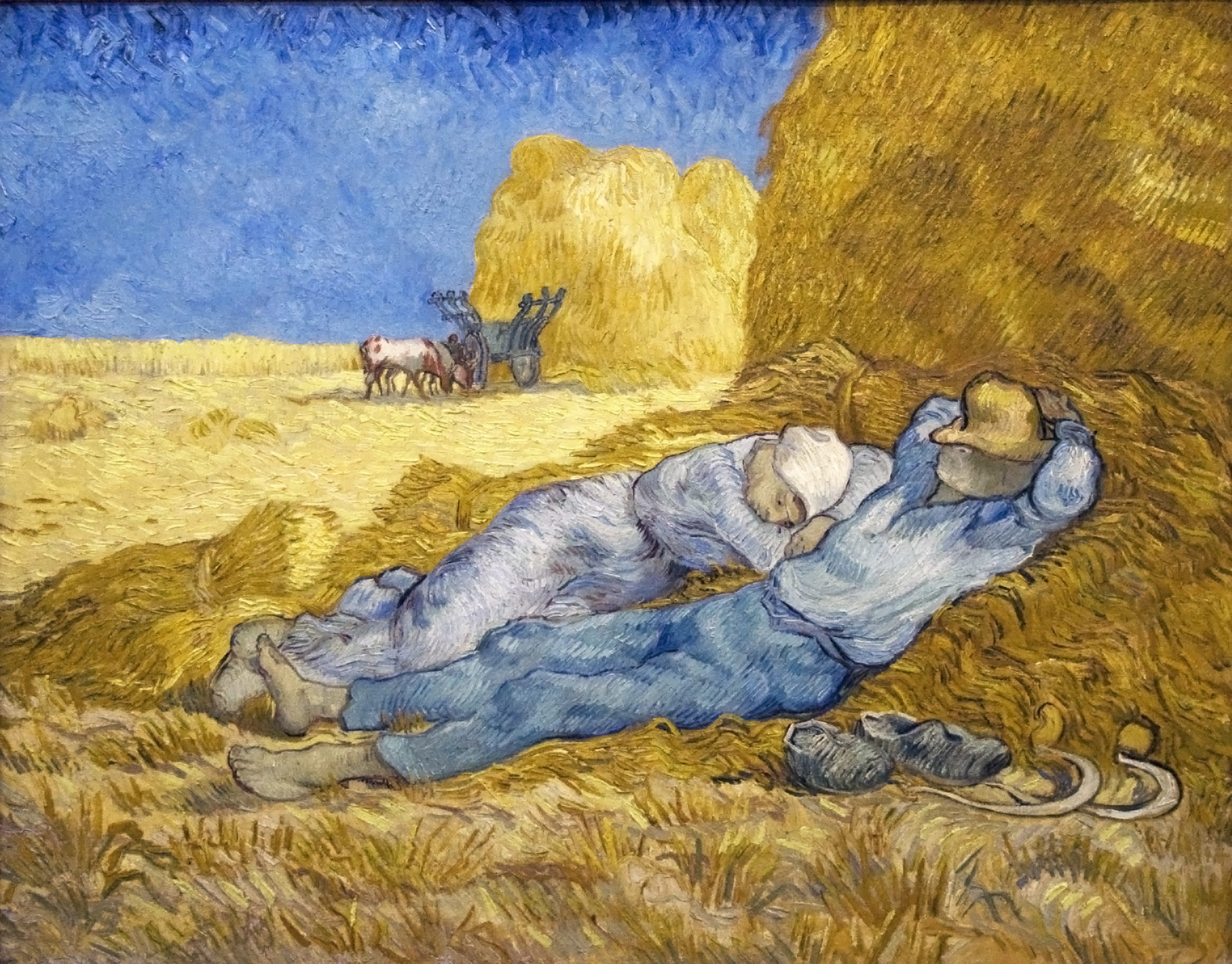
ゴッホ『昼、休息』
トーマス・クラウンがモネよりも好きだと警備員に言った絵。実際の作品はフランスのオルセー美術館が所蔵している。

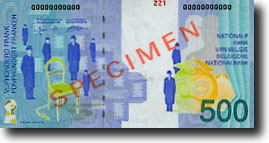
ベルギーの旧500フラン札の裏面
表の面にはルネ・マグリッドの肖像が描かれている。マグリッドの絵のモチーフのうちの良く知られたものの一つがボーラーハットをかぶったコート姿の男性（『人の子』など）。

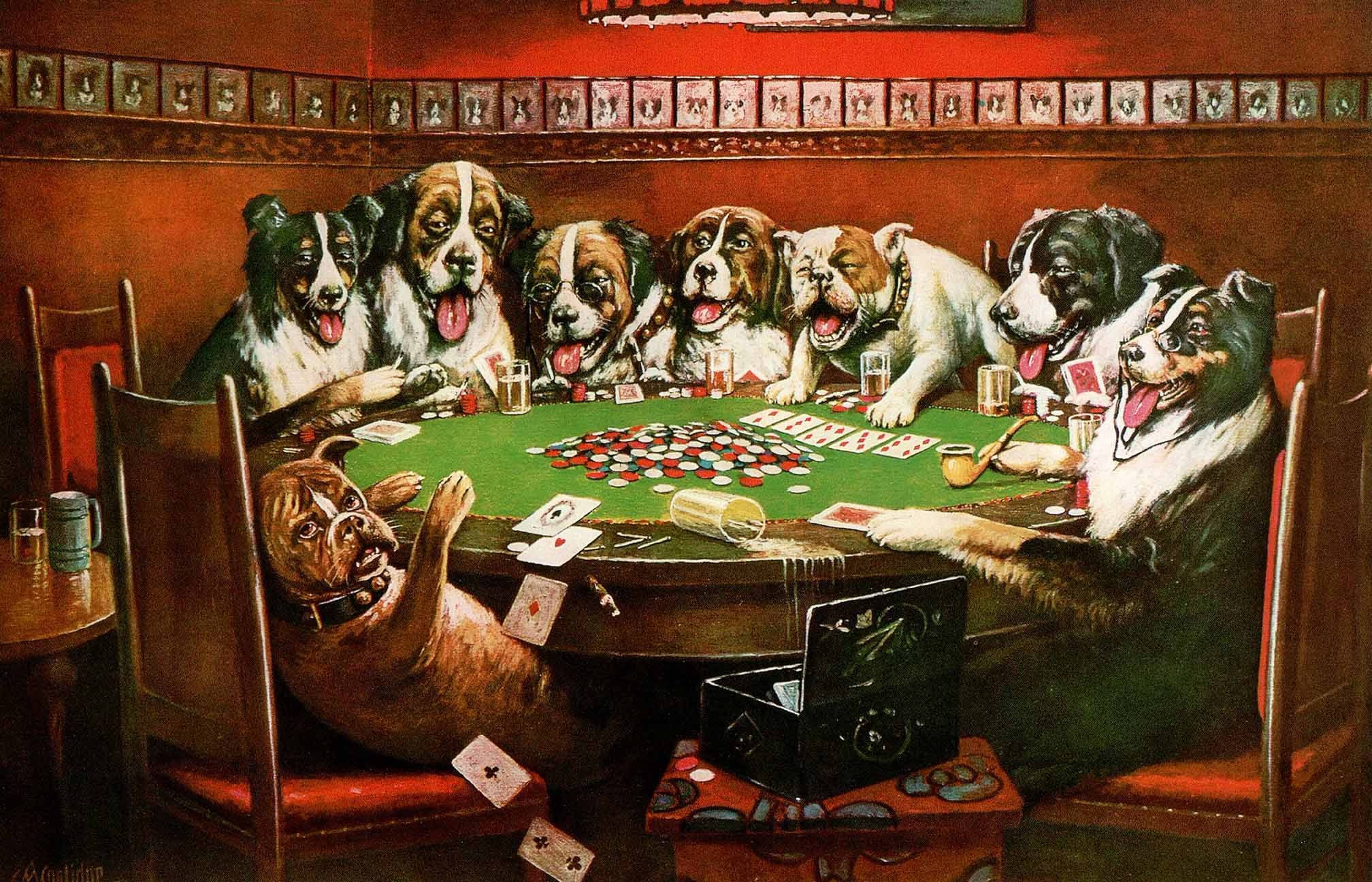
カシアス・マーセラス・クーリッジ『ポーカーの思いやり』
トーマス・クラウンがキャサリン・バニングにつかませた偽のモネの下に描かれた絵。クーリッジはアメリカの画家で、モネとは同時代に活躍した。

トーマス・クラウンは、ニューヨークで投資会社を経営する大富豪である。精神分析医とのカウンセリングで、「女性はトーマスを信用していいものか」と問う医師に、トーマスは「利害があまりに対立するのでない限り信用していい」と答える。
ある朝、出勤の途中、トーマスはメトロポリタン美術館に立ち寄り、クロワッサンをかじりながらゴッホを眺めていた。彼が美術館を出たちょうどその頃、美術館には4人組の泥棒が入り込み、美術品強奪の準備を始めていた。仕事を終えたトーマスが再びメトロポリタン美術館へ赴くと、泥棒たちが警備員を装い、いよいよ美術品強奪に取り掛かろうとしていた。泥棒が本物の警備員に見破られてあえなく御用となったちょうどその時、トーマスは館内が騒然としている一瞬の隙をつき、モネの絵を盗み出す。トーマスはスリルを求め、様々な名画を鮮やかに盗むことを道楽にしていたのだ。
ニューヨーク市警のマイケル・マッキャン刑事が犯行現場を検分しているところへ、スイスの保険会社から依頼を受けたキャサリン・バニング調査員が現れる。キャサリンは美術品泥棒の一人を尋問し、彼らの役割は単なる陽動であると判断。そして、トーマスこそが彼らの雇い主で、なおかつモネを盗み出した真犯人だろうと見当をつける。その一方、トーマスは盗まれたモネの場所を埋めるためとして、美術館に自身の所有する絵画を貸し出す。そのセレモニーでキャサリンの挑発を受けたトーマスは、彼女を翌日のディナーに誘う。当日、二人は食事の前にメトロポリタン美術館へ出かける。ルネ・マグリッドの『人の子』のポスターを見たキャサリンは、この絵に描かれた男性がトーマスを思い出させると語った。
次の日、キャサリンはトーマスの自宅に忍び込んでモネを見つけたが、それは彼が用意した偽物であった。出し抜かれたことに激高したキャサリンは、若い女性を連れたトーマスが参加していたダンスパーティーに乱入し、その女性からトーマスを取り上げてしまう。二人はそのまま一夜を共にすると、それから急速に関係を深め、敵同士ながら何度も逢瀬を重ねるようになる。そんな彼女を見かねたマイケル刑事は、トーマスが若い女性と夜な夜な会っている写真をキャサリンに見せつける。その夜、キャサリンに真意を問い詰められたトーマスは「君がモネのことでしか自分に興味がないのか知りたかった」と返し、あえて隠し撮りを見逃したのだと嘯く。重ねて、自身は近くニューヨークを離れるつもりであり、キャサリンにも一緒に来て欲しいと問い掛けるが、彼女は逡巡することしかできなかった。
キャサリンとマイケルは、トーマスがつかませた偽物のモネを描いた贋作師を調べていた。ハインリッヒ・ヌーツォンの名前が浮かび上がったが、彼は刑務所に収監中であった。キャサリンはハインリッヒの息子がニューヨークにいて、父親と同じように精巧な贋作を作ったのではないかと推理する。こうして、彼女は捜査陣の一員として着実にトーマスを追い詰めつつあったが、内心では彼の高飛びに付き合うことを決めていた。キャサリンはトーマスの自宅へ赴いたが、彼が件の若い女性と旅支度をしているところに出くわしてしまう。自分は遊ばれていただけだと察したキャサリンは怒るが、トーマスはキャサリンを制止し、彼女は自分のために仕事をしているだけであること、しかし仕事は明かせないのだと話す。さらに、自分は明日の午後モネを美術館へ返してこの件にケリをつけるつもりであり、その後でウォール街のヘリポートで会おうと持ちかける。トーマスを信用できないでいるキャサリンに、トーマスは「君はこのことを警察に話して美術館で待ち構えることもできるが、自分は君のことを信用している」と付け加えた。
キャサリンは迷った末、マイケルにトーマスの話を伝えた。捜査チームは彼の逮捕に向けて動き出し、美術館に大量の警官を配備する。翌日、美術館に現れたトーマスは、マグリッドの『人の子』のような服装をしていた。警官たちはボーラーハットを目印にトーマスを追うが、そこに彼と同じ『人の子』の格好をした男たちが大勢現れ、現場は混乱に陥った。こうして監視の目から逃れたトーマスは、モネが展示してあった部屋でスプリンクラーを動作させ、騒ぎに乗じて姿を消す。彼が貸し出した絵だけがスプリンクラーの水を被り、表面の水性絵の具が洗い流されてしまったが、なんとその下には盗まれたはずのモネの絵が隠されていた。トーマスは「絵を貸し出す」という建前で、事件直後の時点で既に絵を返却していたのである。キャサリン達が現場であっけに取られていた最中、捜査陣はトーマスがしばしば会っていた若い女性こそがヌーツォンの娘であり、彼女がモネの贋作を描いたのだと突き止めたが、その彼女もすでに行方をくらましていた。一方、現場からはモネの絵の代わりに、かつてキャサリンがトーマスに「自分ならこれが欲しい」と話した別の絵が消えていた。
急いでヘリポートに向かったキャサリンだったが、そこにトーマスはおらず、代わりに『人の子』の格好の男性から件の盗まれた絵を渡される。打ちひしがれたキャサリンは、帰りの飛行機の座席で顔を伏して泣き出す。すると後ろの席からハンカチを差し出して「お嬢さん、泣くことはないですよ」と声をかける者がいる。キャサリンが後ろを振り返ると、そこにはトーマスが座っていた。

## 登場人物
トーマス・クラウン
演 - ピアース・ブロスナン
ニューヨークの企業オーナー。渋滞に巻き込まれても徒歩で歩いて目的地に行く愚直な行動派。絵画が好き。
キャサリン・バニング
演 - レネ・ルッソ
保険の調査員。強気で挑発的な性格。事件に携わったことでマッキャンと知り合う。ヨーロッパ在住。
マイケル・マッキャン
演 - デニス・リアリー
ニューヨーク市警の刑事。
パレッティ
演 - フランキー・フェイソン
刑事。
ジョン・レイノルズ
演 - フリッツ・ウィーヴァー
トーマスの部下。
ハインリヒ・ヌーツォン
演 - マーク・マーゴリス
受刑者。
精神分析医
演 - フェイ・ダナウェイ
トーマスを診断した人物。
ボビー・マッキンリー
演 - マイケル・ロンバード
美術館の職員。
アンナ・ヌーセン
演 - エスター・カニャーダス
クラウンが社交界のパーティで出会った女性。

## キャスト
| 役名                     | 俳優                     | 日本語吹替           | 日本語吹替                                                                                             |
| 役名                     | 俳優                     | ソフト版             | フジテレビ版                                                                                           |
| ------------------------ | ------------------------ | -------------------- | --- |
| トーマス・クラウン       | ピアース・ブロスナン     | 江原正士             | 田中秀幸                                                                                               |
| キャサリン・バニング     | レネ・ルッソ             | 塩田朋子             | 勝生真沙子                                                                                             |
| マイケル・マッキャン     | デニス・リアリー         | 星野充昭             | 菅生隆之                                                                                               |
| アンドリュー・ウォレス   | ベン・ギャザラ           | 水野龍司             | 佐藤祐四                                                                                               |
| パレッティ刑事           | フランキー・フェイソン   | 辻親八               | 池田勝                                                                                                 |
| ジョン・レイノルズ       | フリッツ・ウィーヴァー   | 中博史               | |
| フリードリヒ・ゴルチャン | チャールズ・キーティング | 水野龍司             | 田原アルノ                                                                                             |
| ハインリヒ・ヌーツォン   | マーク・マーゴリス       | 手塚秀彰             | 安井邦彦                                                                                               |
| 精神分析医               | フェイ・ダナウェイ       | 宮寺智子             | 池田昌子                                                                                               |
| ボビー・マッキンリー     | マイケル・ロンバード     | 中博史               | 稲垣隆史                                                                                               |
| ポール・チェン           | ジェームズ・サイトウ     | 樫井笙人             | 大川透                                                                                                 |
| アンナ・ヌーセン         | エスター・カニャーダス   | 鈴木紀子             | 魏涼子                                                                                                 |
| 博物館の警備員           | ジョージ・クリスティ     | 長克巳               | |
| 役員                     | ダニエル・サザーン       | 清水敏孝             | |
| 詐欺師                   | トム・ブルーム           | 水内清光             | |
| その他                   | N/A                      | 柳沢栄治             | 伊藤昌一 木下浩之 沢木郁也 土方優人 さとうあい 薬師寺種子 大西健晴 北川勝博 根本泰彦 小室正幸 川村拓央 |
| 日本語版制作スタッフ     |                          |                      | |
| 演出                     | 演出                     | 蕨南勝之             | 蕨南勝之                                                                                               |
| 翻訳                     | 翻訳                     | 小寺陽子             | 栗原とみ子                                                                                             |
| 調整                     | 調整                     | 長井利親             | 飯村靖雄                                                                                               |
| 効果                     | 効果                     |                      | リレーション                                                                                           |
| プロデューサー           | プロデューサー           |                      | 小渕清 中島良明 （フジテレビ）                                                                         |
| 制作                     | 制作                     | ムービーテレビジョン | ムービーテレビジョン                                                                                   |

- ソフト版：VHS・DVD・BD[注 1]収録。
- フジテレビ版：初回放送2003年11月22日『ミッドナイトアートシアター』

※2021年1月19日にWOWOWで放映された際に地上波放映時にカットされたシーンをオリジナルキャストで追加録音した「吹替補完版」が放送。

## 制作
- メトロポリタン美術館などの実際の美術館での撮影は許可されなかったため[8] 、撮影のために美術館を作ってしまった[9]。